# 64 Близнецов
64 Близнецов (лат. 64 Geminorum, HD 59037) — одиночная звезда в созвездии Близнецов на расстоянии приблизительно 175 световых лет (около 54 парсеков) от Солнца. Видимая звёздная величина звезды — +5,064m.

## Характеристики
64 Близнецов — белая звезда спектрального класса A4V. Радиус — около 2,36 солнечных, светимость — около 23,07 солнечных. Эффективная температура — около 8260 К.